# Emilijus Krakauskas
Emilijus Krakauskas (* 11. Juli 1997 in Kretinga) ist ein litauischer Eishockeyspieler, der seit Dezember 2024 beim EHC Chur aus der Swiss League unter Vertrag steht.

## Karriere
Emilijus Krakauskas begann seine Karriere als Eishockeyspieler beim litauischen Klub Skatas. 2011/12 spielte er in der Jugendabteilung des SK Liepājas Metalurgs, für den er in der lettischen U18-Liga aktiv war. Anschließend zog es ihn in die Schweiz, wo er insgesamt fünf Jahre beim EHC Biel vorwiegend im Juniorenbereich spielte. In der Spielzeit 2015/16 wurde er in den Playouts der National League A gegen die SCL Tigers auch einmal in der ersten Herren-Mannschaft eingesetzt. In der Elite Jr. A, in der er mit der U20 des EHC Biel spielte, war er 2017 Torschützenkönig. Anschließend wechselte er auf Leihbasis zum HC Ajoie, dem Kooperationspartner des EHC Biel, in die National League B. Anfang 2018 wurde er an den Sion HC ausgeliehen, mit dem er die Hauptrunde der MySports League gewann.
Im Mai 2018 erhielt er einen Zweijahresvertrag beim EHC Kloten, der zuvor aus der National League abgestiegen war.
Im Juli 2020 erhielt Krakauskas einen Vertrag beim Lausanne HC aus der National League und kam in der Folge parallel bei den HCB Ticino Rockets und dem HC Sierre in der Swiss League, der zweithöchsten Schweizer Spielklasse, zum Einsatz. Nach der Beendigung des Vertragsverhältnisses mit dem LHC schloss sich der Litauer im Sommer 2023 für ein Jahr fest dem HC Sierre an. Zur Spielzeit 2024/25 wechselte der Stürmer innerhalb der Liga zum EHC Visp, den er bereits im Dezember 2024 wieder verließ und sich dem Ligakonkurrenten EHC Chur anschloss.

### International
Im Juniorenbereich stand Krakauskas für Litauen bei den U18-Weltmeisterschaften 2013 in der Division II und 2015 in der Division I sowie den U20-Weltmeisterschaften 2015, 2016 und 2017, als er als bester Stürmer, Topscorer und Torschützenkönig maßgeblich zum Aufstieg der Balten in die Division I beitrug, jeweils in der Division II auf dem Eis.
Sein Debüt in der Herren-Nationalmannschaft gab er bei der Weltmeisterschaft 2016 in der Division I, wo er auch 2017, 2018, 2019 und 2022, als er Torschützenkönig des Turniers und nach den Slowenen Žiga Jeglič, Jan Urbas auch drittbester Scorer wurde, und 2023, 2024 und 2025 spielte. Zudem vertrat er seine Farben bei der Olympiaqualifikationen für die Winterspiele in Pyeongchang 2018, in Peking 2022 und in Mailand 2026 sowie beim Baltic-Cup 2016 und beim Baltic-Challenge-Cup 2022 und 2024.

## Erfolge und Auszeichnungen
| - 2017 Aufstieg in die Division I, Gruppe B, bei der U20-Junioren-Weltmeisterschaft der Division II, Gruppe A - 2017 Topscorer der U20-Junioren-Weltmeisterschaft der Division II, Gruppe A - 2017 Bester Torschütze der U20-Junioren-Weltmeisterschaft der Division II, Gruppe A | - 2017 Bester Stürmer der U20-Junioren-Weltmeisterschaft der Division II, Gruppe A - 2018 Aufstieg in die Division I, Gruppe A, bei der Weltmeisterschaft der Division I, Gruppe B - 2022 Bester Torschütze der Weltmeisterschaft der Division I, Gruppe A |